# Anticlinal

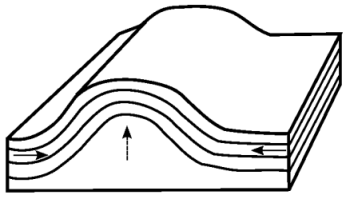
Diagrama de um anticlinal.

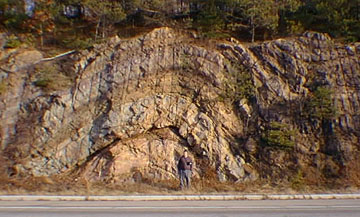
Anticlinal com sinclinal visível à direita - USGS.

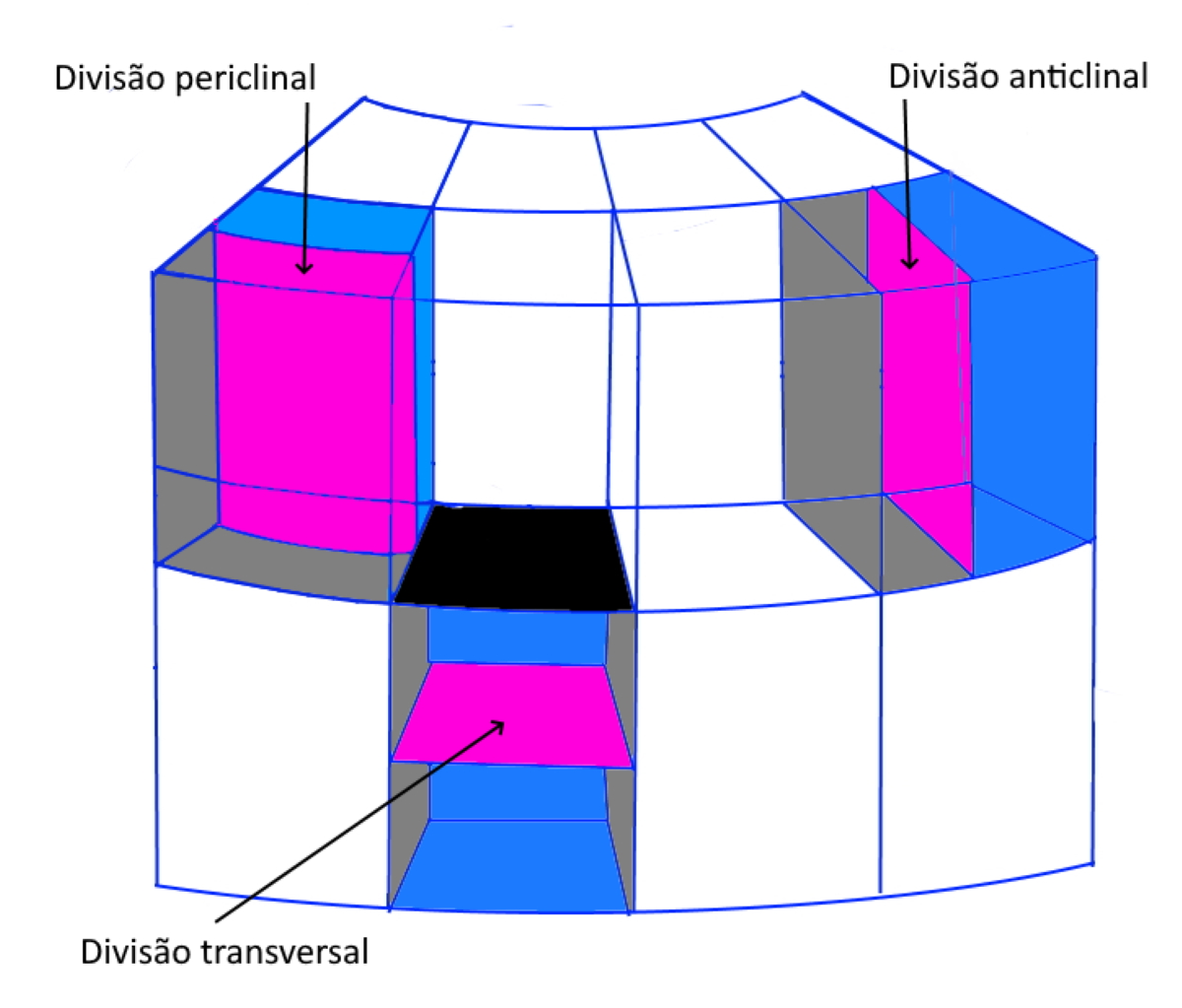
Planos de divisão das células vegetais de um órgão (raiz, caule, etc)

Em geologia estrutural, um anticlinal é uma dobra convexa na direção dos estratos mais recentes, ou seja, os estratos mais antigos encontram-se no centro da dobra e os mais recentes na parte mais externa da dobra podendo ter a concavidade voltada para cima ou para baixo (sinforme e antiforme, respetivamente).
Em biologia (e.g., anatomia), divisão celular que ocorre em ângulos retos em relação à superficie ou à circunferência de um órgão. 